# 哈尔滨创新创业大厦
哈尔滨创新创业大厦是哈尔滨科技创新城中的标志性建筑。大厦楼高218米，占地面积2万平方米，建筑面积10万平方米，总投资7.9亿元人民币。